# Balaberda (cantão)

Armênia em 150. Siunique situa-se mais ao leste

Balaberda (em armênio: Բաղաբերդ; romaniz.: Bałaberd), Balque (Բաղկ, Bałk), Bel (Բեղ, Beł) ou Beque (Բեխ, Beχ), segundo a Geografia de Ananias de Siracena (século VII), foi um gavar (cantão) da província de Siúnia, Armênia. O nome deriva da fortaleza de mesmo nome situada nessa região. Tinha cerca de 925 quilômetros quadrados. No século VII, aparece como parte do Albânia e possui área de 1 600 quilômetros quadrados. Talvez seu nome tivesse ligação com a palavra armênia beł, "fruta".